# Aston Martin DBS
Aston Martin DBS — автомобиль класса Гран туризмо, выпускавшийся с 1967 по 1972 год английской компанией Aston Martin. Аббревиатура «DB» происходит от инициалов Дэвида Брауна, владельца компании в то время. Всего было изготовлено 1193 автомобиля.

## DBS
В 1966 году дизайнерам фирмы Touring из Милана было поручено разработать преемника модели DB6 и, прежде чем фирма обанкротилась, были сделаны два ярких прототипа. Названные DBSC, эти автомобили позже были проданы частным коллекционерам.
Следом, к работе над проектом был привлечён Уильям Таунс (англ. William Towns), работы которого долгие годы будут оказывать влияние и на последующие модели компании. Созданный им автомобиль был показан 25 сентября 1967 года в Бленхеймском двореце.
Основанный на шасси модели DB6, автомобиль стал ниже и шире предшественника. В то же время, он был короче, несмотря на немного возросшую колёсную базу. Имея два отформованных задних сиденья, автомобиль преподносился как полностью четырёхместный. Современные линии новой модели пришлись по вкусу покупателям, особенно тем, кому требовался вместительный салон. Сзади, наконец таки появилась, обеспечивающая больший комфорт, подвеска типа Де Дион.
Приводился в движение автомобиль тем же четырёхлитровым рядным шестицилиндровым двигателем, что и модель DB6, хотя его широкий моторный отсек был предназначен для совершенно другого мотора. Предполагалось, что с самого начала модель будет комплектоваться новым V8, но последний никак не удавалось довести до ума. Увеличенный вес и возросшее воздушное сопротивление большого автомобиля с не особо мощным двигателем отрицательно сказались на его скоростных характеристиках, но новая задняя подвеска позволила ему динамичнее проходить повороты.

## DBS Vantage/AM Vantage

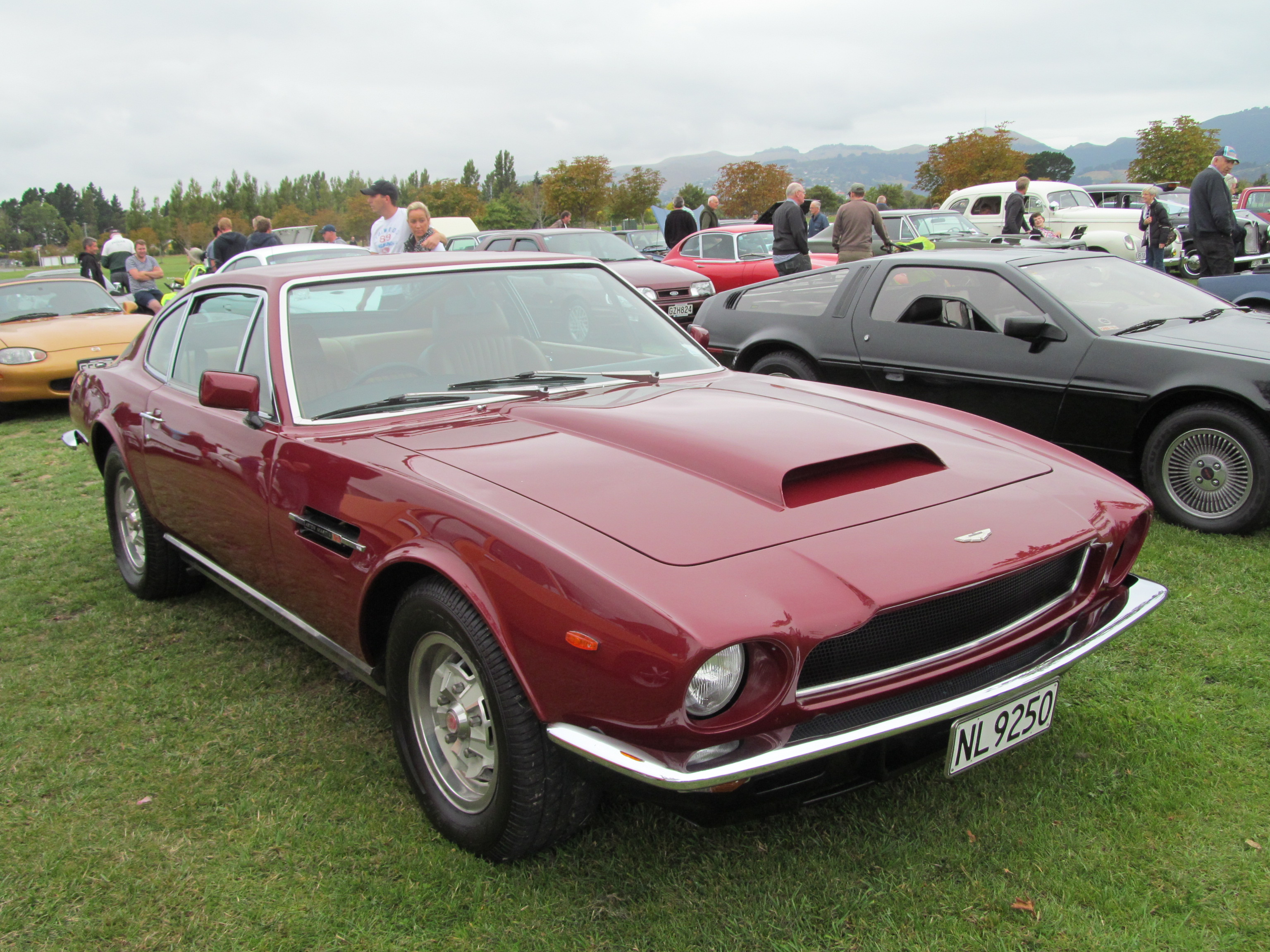
AM Vantage

Как и прежде, модель с более мощным шестицилиндровым двигателем называлась DBS Vantage.
Под самый конец производства, в апреле 1972 был представлен обновлённый автомобиль с двумя фарами вместо четырёх. Оснащённую форсированным шестицилиндровым мотором модель назвали AM Vantage. Всего было изготовлено 70 таких автомобилей.

## DBS V8

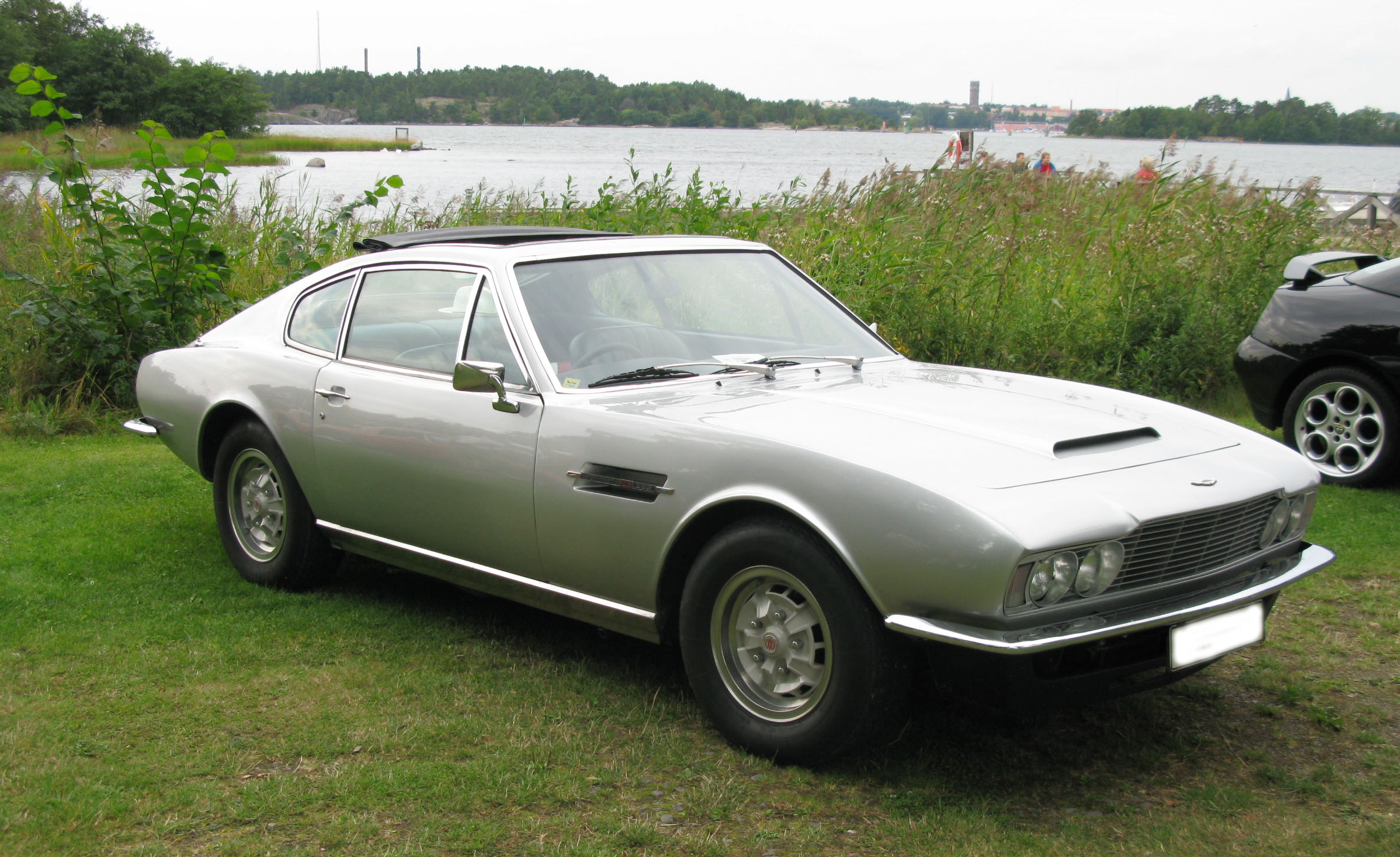

Наконец, 27 сентября 1969 года был представлен автомобиль с восьмицилиндровым двигателем. Этот настоящий Гран туризмо, названный DBS V8, мог разгоняться до максимальной скорости 160 миль в час (257,5 км/ч) и был самым быстрым четырёхместным автомобилем на тот момент. Установленный на него V-образныйвосьмицилиндровый двигатель рабочим объёмом 5340 см³ с четырьмя верхними распредвалами (OHV), оснащенный системой механического впрыска топлива производства Bosch, развивал 320 л.с. Почти на 20 лет он стал основным мотором для автомобилей компании.
Помимо нового двигателя, автомобиль отличался от базовой модели легкосплавными колёсами (вместо спицованых) и вентилируемыми тормозными дисками, впервые применяемыми  на автомобиле Aston Martin.
Параллельно с базовой шестицилиндровой моделью, автомобиль DBS V8 производился до мая 1972 года.

## Автомобиль Джеймса Бонда
DBS была второй моделью компании, появившейся в фильмах о Джеймсе Бонде. Это было единственным появлением и актёра, и автомобиля в фильме «На секретной службе Её Величества» в 1969 году. Модель позировала всего в нескольких эпизодах и не была оборудована никакими специальными приспособлениями.
В честь пятидесятилетия выхода фильма на экран, в 2019 году была выпущена ограниченная партия в 50 экземпляров новейшей модели Aston Martin DBS Superleggera в юбилейном исполнении. Каждый такой автомобиль был оценён в 300 007 фунтов стерлингов.